# Болехув
Болехув (пол. Bolechów) — село в Польщі, у гміні Олава Олавського повіту Нижньосілезького воєводства.
Населення — 159 осіб (2011).
У 1975-1998 роках село належало до Вроцлавського воєводства.

## Демографія
Демографічна структура станом на 31 березня 2011 року:
|          | Загалом | Допрацездатний вік | Працездатний вік | Постпрацездатний вік |
| -------- | ------- | ------------------ | ---------------- | -------------------- |
| Чоловіки | 73      | 18                 | 50               | 5                    |
| Жінки    | 86      | 22                 | 51               | 13                   |
| Разом    | 159     | 40                 | 101              | 18                   |